# Kanban
A kanban (看板, magyarul „kártya”, „tábla”, „bizonylat”) a termelés vezérlésének a Pull-Prinzip (azaz húzó- vagy hívóelv) és kizárólag egy fogyasztási helyen fellépő igény kielégítésére koncentrál. A kanban rendszerben egy (kanban) mennyiség fogyása alapján irányítjuk a gyártást vagy beszerzést. A klasszikus „toló” rendszerű alapanyagellátással szemben, amikor az igény alapján gyártunk, itt a kanbanban tárolt mennyiség tartása a célunk.  Az igény kiszolgálása így közvetett módon teljesül,  ezért nevezzük „húzó” rendszernek.
A kanban alapvető része a Just in Time gyártási rendszernek.
A 'kanban a „Just In Time” nevű vezetéselméleti gyártási rendszerben használatos japán fogalom, melynek szó szerinti jelentése „jel-” vagy „utasításkártya”.
A rendszer sarkalatos pontja a kanbanban tárolt mennyiség meghatározása. Ezzel biztosítható az alacsony készletek mellett is a maximális rendelkezésre állás.
A kanban tehát egy gyár termelőegységében alkalmazott kézi jelzésrendszer, amely kártyákat használ valamely szükség látható jelzésére. Más eszközök is használatosak erre a célra: vannak, akik műanyag jelzőzászlókat (ún. „kanbankockát”) vagy labdákat (gyakran golf- vagy pingponglabdákat) használnak valamilyen gyártási mozgás kiváltására. Ilyen mozgás lehet egy gyárban egy segéd- vagy nyersanyag igénylése vagy egy félkész termék továbbítása.
Például egy termelési egységben lévő munkapadon két polc van a munkaasztal két oldalán. A nyersanyagokat az egyik (bejövő) polcra helyezik, a készterméket pedig a másikra (kimenő). Ezek a polcok ebben az esetben kanbanként szerepelnek. A kimenő polcra helyezett kis zászlócska például jelezheti, hogy a polcon lévő késztermékeket el lehet vinni, a bejövő polcon lévő zászlócska újabb nyersanyagot igényelhet, stb.
A kanban általában valamilyen mértékegységet jelöl, például egy doboznyi készterméket, és ha többdoboznyi készült el, akkor a jelek száma jelezheti azt. Ez előnyös lehet az anyagmozgatók számára munkájuk ütemezése szempontjából.

A Kanban
A Kanban egy vizuális projektmenedzsment módszer, amely a munkaterhelés vizualizálását és szabályozását célozza a hatékonyság és az átláthatóság növelése érdekében. Röviden:
- A Kanban rendszer egy táblázatos megközelítést alkalmaz, ahol a munka feladatokat kártyák, cédulák vagy digitális megjelenítések formájában jelenítik meg.
- A folyamatban lévő munka feladatokat oszlopokba rendezik, és minden oszlop jelzi a munka státuszát, például "Várakozás," "Folyamatban," és "Kész."
- A Kanban táblázat segít a csapatoknak könnyen nyomon követni a feladatok előrehaladását, azonnal észlelni a problémákat, és egyensúlyozni a munkaterhelést.
- A módszer alapelvei közé tartozik a korlátozott munka-in-progress (WIP), a húzásalapú (pull) munkamegosztás, és a folyamatos fejlesztés.
- A Kanban alkalmazható különböző területeken, például a szoftverfejlesztésben, a gyártásban, az ügyfélszolgálatban és az adminisztrációban.
- A Kanban módszer segít optimalizálni a folyamatokat, csökkenteni az állandó átállásokat, és felgyorsítani a feladatok kiszolgálását.

Összességében a Kanban egy hatékony eszköz a munka menedzselésére és a projektek átláthatóságának növelésére, miközben minimalizálja a túlzott terhelést és a munka visszatartását.

## Történeti áttekintés
Az eredeti kanban-rendszert (Kanban-System) 1947-ben a japán Toyota Motor Corporation-nél Taiichi Ohno fejlesztette ki. Az oka nagyon egyszerű volt: az amerikai versenytársakhoz képest elenyésző volt a Toyota produktivitása. Ohno így írta le ötletét: „Valahogy alkalmazni kéne a termelés anyagáramlásában is a szupermarket elvet, miszerint, ha elveszünk a polcról egy adott tulajdonságokkal bíró és adott mennyiségű terméket, jelentkezik a hiány és az feltöltésre kerül“.

## A kanban funkciói
1. Utasítás termelésre vagy szállításra
  - Megmutatja, hogy melyik termékből, mennyit (kanbanon szereplő információk), és mikor (amikor a kanbant leveszik) kell gyártani, szállítani.
2. A vizuális irányítás eszköze
  - Eszköz a túltermelés elkerülésére
  - Eszköz a szabálytalan termelési sebesség felismerésére
3. A kaizen eszköze
  1. Csökkentsük a kanbanok számát egyesével
  2. Probléma fog adódni
  3. Vizsgáljuk ki a problémát
  4. Szüntessük meg a problémát fejlesztéssel

## Linkek a világhálón
- Brakemeier, D.; Jäger, H.: Internet-Kanban
- Kanban in der Praxis